# Monumento nacional a las Mujeres
El monumento nacional a las Mujeres (en afrikáans: Nasionale Vrouemonument; en inglés: National Women's Monument) se localiza en Bloemfontein, Sudáfrica, es un monumento que conmemora el sufrimiento de unas 27.000 mujeres y niños bóer que murieron en los campos de concentración británicos durante la guerra de los Bóeres. El monumento ha sido declarado Patrimonio Provincial en el Estado Libre.
El monumento fue diseñado por un arquitecto de Pretoria, Frans Soff, y la escultura es de Anton van Wouw. Se compone de un obelisco de 35 metros de altura y muros bajos en los dos lados. Un grupo central de bronce, bosquejado por Emily Hobhouse y que representa su propia experiencia del 15 de mayo de 1901, es de dos mujeres afligidas y un niño que muere en el campo de Springfontein. El monumento fue inaugurado el 16 de diciembre de 1913, al acto asistieron alrededor de 20 000 sudafricanos.